# MLK (U2)
MLK è la decima ed ultima traccia di The Unforgettable Fire, l'album degli U2 uscito nel 1984. La canzone è una ninnananna in onore di Martin Luther King, caratterizzata da un testo semplice ma meditativo. E proprio grazie a questa canzone, assieme a Pride (In the Name of Love), altro tributo al reverendo King, che Bono (leader della band irlandese) ottiene il più grande onore del King Centre, un'organizzazione fondata da Coretta Scott King.

## Dal vivo
La canzone fa il suo debutto dal vivo il 18 ottobre 1984 come intro di The Unforgettable Fire e le due canzoni furono suonate assieme per tutto l'Unforgettable Fire Tour e per gran parte del Joshua Tree Tour. Verso la fine di quest'ultima tournée e per tutto il LoveTown Tour, MLK ha preceduto altre canzoni, specialmente One Tree Hill. Il brano venne poi accantonato durante lo ZooTV Tour per riapparire invece nel PopMart Tour, specialmente in seguito alle morti della Principessa Diana e di Michael Hutchence. MLK venne nuovamente esclusa nell'Elevation Tour e nel Vertigo Tour (fatta eccezione per cinque apparizioni). Degna di nota è la memorabile esibizione del XXXVI Super Bowl giocatosi a New Orleans nel 2002, dove la canzone fa da intro a Where the Streets Have No Name. MLK ha fatto parte stabilmente della scaletta del 360º Tour.

## Formazione

### U2
- Bono - voce
- The Edge - tastiere
- Adam Clayton - basso

### Altri Musicisti
- Brian Eno - tastiera